# Hipponix incurvus
Hipponix incurvus is een slakkensoort uit de familie van de Hipponicidae. De wetenschappelijke naam van de soort is, als Patella incurva, voor het eerst geldig gepubliceerd in 1791 door Gmelin. De soort is ook in het geslacht Capulus geplaatst geweest, als Capulus incurvus (Gmelin, 1791).